# Wilhelm Mannhardt
Wilhelm Mannhardt (26 de marzo de 1831, Friedrichstadt - 25 de diciembre de 1880, Danzig) fue un erudito alemán y folclorista. Es conocido por su trabajo en la mitología báltica, como coleccionista, y por su defensa de la teoría solar.
Llevó a cabo trabajos de campo a pesar de su mala salud. Su trabajo fue  precursor a James Frazer. Como Frazer, sus teorías han sido posteriormente muy criticadas.

## Obra
- Letto-Preussische Goetterlehre. 1870
- Wald- und Feldkulte. Band 1: Der Baumkultus der Germanen und ihrer Nachbarstämme mythologische Untersuchungen (Cultos forestales y del campo. Volumen 1: El culto del árbol de las tribus germánicas y las tribus vecinas estudios mitológicos). Reimpreso
- Wald- und Feldkulte. Band 2: Antike Wald- und Feldkulte aus nordeuropäischer Ueberlieferung erläutert. Reimpreso